# Go-Reizei
Go-Reizei (後冷泉天皇, Go-Reizei-tennō, 28 août 1025 – 22 mai 1068), est le 70e empereur du Japon, selon l'ordre traditionnel de la succession.  Il règne de 1045 à sa mort.

## Généalogie
Avant son avènement au Trône du chrysanthème, son nom personnel (son iminia) était Chikahito-shinnō (親仁親王).  
Chikahito-shinnō était le fils aîné de l'empereur Go-Suzaku. Sa mère était Fujiwara no Kishi (藤原嬉子) ou Naishi-no kami (1007-1025), fille de Fujiwara no Michinaga.  
Son nom posthume lui a été donné en mémoire de celui de l'empereur Reizei (on peut traduire le préfixe Go (後), par « postérieur », ce qui donne donc « Empereur Reizei postérieur ».)

### Impératrices et consorts
Il y eut trois impératrices; mais il n'eut aucun enfant survivant, et c'est donc son demi-frère Go-Sanjō qui lui succéda sur le trône.
- Princesse impériale Shōshi (Akiko), née en 1027 ; fille de l'empereur Go-Ichijō et de Fujiwara no Ishi ; entrée au palais en 1037; titrée impératrice (chūgū) en 1046 ; nonne en 1069 ; morte en 1105.

- Fujiwara no Kanshi (Yoshiko), née en 1021 ; fille de Fujiwara no Norimichi et de la fille de Fujiwara no Kinto ; entrée au palais en 1047 ; épouse impériale (nyogo) 1048 ; titrée impératrice (kōgō) en 1068 ; titrée impératrice douairière (kōtaigō) en 1074 ; nonne ; morte en 1102.

- Fujiwara no Kanshi (Hiroko); née en 1036 ; fille de Fujiwara no Yorimichi et de Fujiwara no Gishi; adoptée par la princesse Takahime, épouse principale de Yorimichi ; épouse impériale (nyogo) ; titrée impératrice (kōgō) en 1051 ; morte en 1121.

## Événements de son règne
Chikahito-shinnō fut nommé héritier à l'âge de 13 ans par Go-Suzaku en 1037.
- Ère Kantoku 2, le 16e du 1er mois (1045) :  en la neuvième année du règne de Go-Suzaku-tennō (後朱雀天皇9年?), l'empereur mourut ; et la succession (senso) a été reçue par Chikahito-shinnō, qui était le fils  aîné de l'ancien empereur Go-Suzaku[4].
- Ère Kantoku 2, le 4e mois (1045) : ensuite, on dit que l'empereur Go-Reizei, âgé 21 ans, a accédé au trône (sokui)[5].

- Ère Eishō 1, le 1er mois de 1046 L'udaijin Fujiwara no Sanesuke meurt à l'âge de 90 ans. Il était le petit-fils de Saneyori, et avait composé Shōyūki, un journal intime et un ouvrage historique[6].

Le kiri -- des emblèmes décoratifs de la famille de Hosokawa, y compris les empereurs de Hosokawa comme Go-Reizei-tennō, doivent être trouvés au temple de Ryoan-ji.

Go-Reizei mourut en 1068 ; et il est enterré parmi les « sept tombeaux impériaux » au temple de Ryoan-ji à Kyoto.  Le monticule qui commémore l'empereur Go-Reizei est aujourd'hui appelé « Shu-zan ».  L'endroit de l'enterrement de Go-Reizei aurait été tout à fait humble dans la période après que l'empereur soit mort. Ces tombeaux ont atteint leur état d'aujourd'hui après la restauration des sépulcres impériaux qui avaient été commandés par l'empereur Meiji.

### Kugyō
Le kugyō (公卿) est un nom collectif pour les hommes les plus respectés du kuge, les fonctionnaires les plus puissants à la cour impériale, les ministres les plus importants en le daijō-kan.  Lors du règne de Go-Reizei, il y eut des ministres comme:
- Kampaku, Fujiwara no Yorimichi, 992-1074[8].
- Kampaku, Fujiwara no Norimichi, 997-1075[8].
- Daijō-daijin, Fujiwara no Yorimichi[8].
- Sadaijin,  Fujiwara no Norimichi[8].
- Udaijin, Fujiwara no Sanesuke, 957-1046[8].
- Udaijin, Fujiwara no Yorimune, 993-1065[8].
- Udaijin, Fujiwara no Morzane, 1042-1101[8].
- Nadaijin, Minamoto no Morofusa, 1009-1077[8].
- Nadaijin, Fujiwara no Morzane[8].

## Ères de son règne
Les années du règne de Go-Reizei sont plus spécifiquement identifiées par plus d'une ère japonais ou nengō. 
- Ère Kantoku (1044-1046)
- Ère Eishō (1046-1053)
- Ère Tengi   (1053-1058)
- Ère Kōhei   (1058-1065)
- Ère Jiryaku (1065-1069)